# Eichberg (Szwajcaria)
Eichberg – miejscowość i gmina we wschodniej Szwajcarii, w kantonie St. Gallen, w okręgu Rheintal.

## Demografia
W Eichbergu mieszka 1 537 osób. W 2021 roku 16,6% populacji gminy stanowiły osoby urodzone poza Szwajcarią. 